# Walter Klemm (Fußballspieler)
Walter Klemm (* 2. Dezember 1947) ist ein ehemaliger deutscher Fußballspieler, der von 1966 bis 1973 für den Halleschen FC Chemie in der DDR-Oberliga, der höchsten Spielklasse im DDR-Fußball, spielte. Klemm ist mehrfacher DDR-Junioren- und Nachwuchsnationalspieler.

## Sportliche Laufbahn
Als Spieler in der Fußball-Nachwuchsabteilung des SC Chemie Halle wurde Walter Klemm 1964 in den Kader der DDR-Juniorennationalmannschaft aufgenommen. Bis 1966 bestritt er zwölf Junioren-Länderspiele, in denen er wahlweise als Mittelfeldspieler oder Verteidiger eingesetzt wurde. Anschließend wurde er in die DDR-Nachwuchsnationalmannschaft übernommen, für die er 1967 drei Länderspiele absolvierte.
Der Hallesche FC Chemie, Nachfolger der Fußballsektion des SC Chemie, berief den 18-jährigen Klemm erstmals zur Saison 1966/67 in sein Oberligaaufgebot. Halles neuer Trainer Horst Sockoll setzte Klemm als Mittelfeldspieler bereits im ersten Oberligaspiel ein. Nach drei weiteren Versuchen kam er erst wieder in der Schlussphase der Saison in sechs weiteren Punktspielen als Verteidiger zum Einsatz. Währenddessen spielte Klemm auch in der viertklassigen 2. Mannschaft. Mit dieser stieg er in der Spielzeit 1967/68 in die Bezirksliga auf, in der Oberliga spielte er 1967/68 nur dreimal. Nachdem Klemm 1968/69 gar nicht in der Oberliga auftauchte, kam er unter dem neuen Trainer Walter Schmidt vom 13. bis 16. Oberligaspieltag der Saison 1969/70 in vier Spielen auf verschiedenen Positionen zum Einsatz. Dagegen war er in der 2. Mannschaft, die inzwischen in die DDR-Liga aufgestiegen war, mit 18 Einsätzen und zwei Toren erfolgreicher.
Den Durchbruch in der Oberliga schaffte Klemm in der Saison 1970/71, als er nur eins der 26 Punktspiele verpasste. Wieder wurde er abwechselnd im Mittelfeld und in der Abwehr eingesetzt. Mit dem HFC erreichte er am Saisonende Platz drei, die beste Platzierung der Hallenser seit vielen Jahren, mit der sich der Club für den UEFA-Pokal 1971/72 qualifizierte. Das Hinspiel zuhause gegen den PSV Eindhoven endete 0:0, bei dem Klemm als Verteidiger mitwirkte. Er gehörte auch zum Aufgebot für das Rückspiel, zu dem es jedoch nicht kam, da die Hallenser beim Brand ihres Hotels wegen ihres zu Tode gekommenen Spielers Wolfgang Hoffmann nicht mehr antraten. In der Oberliga absolvierte Klemm 24 Spiele und erhöhte seine Oberliga-Torquote mit zwei Toren auf fünf Treffer. In der Hinrunde der Spielzeit 1972/73 konnte er nur zwei Oberligaspiele bestreiten, war dagegen in der Rückrunde als Abwehrspieler in alle 13 Begegnungen dabei. Am Ende der Saison musste der HFC aus der Oberliga absteigen. Am sofortigen Wiederaufstieg war er mit 20 von 22 Punktspielen und zwei Aufstiegsspielen beteiligt. Anschließend beendete er im Alter von 26 Jahren seine Laufbahn im höherklassigen Fußball.